# 컨셉 아트

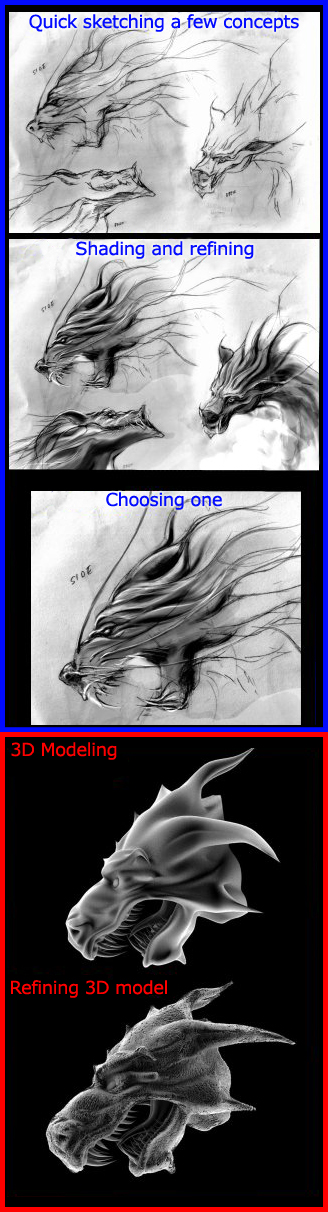
콘셉트 디자인의 작업 흐름의 예

컨셉 아트(영어: concept art)는 영화, 비디오 게임, 애니메이션, 만화 등의 매채에서 사용하는 디자인, 분위기 등을 최종 제품으로 완성 전에 구상한 일러스트레이션의 한 형태이다.

## 역사
1930년대 디즈니에서 사용되었다.

## 테마
콘셉트 아트가 가장 널리 보급되어 있는 분야는 SF와 판타지이다.

## 같이 보기
- 삽화
- 3차원 모델링
- 매트 페인팅
- 스토리보드
- 컨셉트 카